# Roque de la Cruz
Roque de la Cruz Martinez (né le 13 décembre 1964 à Cenizate) est un coureur cycliste espagnol des années 1980-1990.

## Biographie
Professionnel de 1986 à 1991, il ne remporte aucune victoire. 

## Palmarès
- 1985 (amateur)
  - Tour de la Bidassoa
  - 2e du Tour de Navarre
- 1987
  - 3e du Tour des vallées minières
  - 3e du Mémorial Manuel Galera
- 1988
  - 3e du Tour des vallées minières

## Résultats sur les grands tours

### Tour de France
3 participations
- 1987 : 52e
- 1988 : 104e
- 1990 : abandon

### Tour d'Espagne
2 participations
- 1987 : 28e
- 1988 : 45e

### Tour d'Italie
2 participations
- 1990 : 53e
- 1991 : abandon